# Lasioglossum pseudotegulare
Lasioglossum pseudotegulare là một loài Hymenoptera trong họ Halictidae. Loài này được Cockerell mô tả khoa học năm 1896.